# Noto, Ishikawa
Noto (能登町 Noto-chō) là thị trấn thuộc huyện Hōsu, tỉnh Ishikawa, Nhật Bản. Tính đến ngày 1 tháng 10 năm 2020, dân số ước tính thị trấn là 15.687 người và mật độ dân số là 57 người/km2. Tổng diện tích thị trấn là 273,3 km2.